# Desa Gajah
Desa Gajah is een bestuurslaag in het regentschap Asahan van de provincie Noord-Sumatra, Indonesië. Desa Gajah telt 2704 inwoners (volkstelling 2010).